# III. třída okresu Česká Lípa
III. třída okresu Česká Lípa patří společně s ostatními třetími třídami mezi deváté nejvyšší fotbalové soutěže v Česku. Je řízena Okresním fotbalovým svazem Česká Lípa. Hraje se každý rok od léta do jara se zimní přestávkou. Vítěz postupuje do okresního přeboru II. třídy okresu Česká Lípa.

## Vítězové
| Ročník    | Vítězný tým               |
| --------- | ------------------------- |
| 2004/2005 | TJ Slavoj Velký Valtínov  |
| 2005/2006 | TJ Slavoj Dubá            |
| 2006/2007 | Tatran Jablonné           |
| 2007/2008 | TJ Lokomotiva Česká Lípa  |
| 2008/2009 | TJ Sokol Zahrádky         |
| 2009/2010 | TJ Zákupy                 |
| 2010/2011 | PV FC Polevsko            |
| 2011/2012 | FK Sloup v Čechách        |
| 2012/2013 | FK Cvikov B               |
| 2013/2014 | SK Spartak Žandov         |
| 2014/2015 | FK Cvikov B               |
| 2015/2016 | TJ Jestřebí - Provodín    |
| 2016/2017 | FK Pertoltice pod Ralskem |
| 2017/2018 | Starý Šachov              |
| 2018/2019 |                           |